# Napoli Piazza Amedeo
Napoli Piazza Amedeo (wł: Stazione di Napoli Piazza Amedeo) – przystanek kolejowy w Neapolu, w regionie Kampania, we Włoszech. Znajdują się tu 2 perony. Jest to również stacja metra na linii 2.